# 挪威旗幟列表
本列表列出挪威使用的旗幟。

## 國旗
挪威國會議員Fredrik Meltzer在1821年設計了挪威國旗

挪威國旗

## 王室旗

挪威國王旗

## 政府旗

政府旗
國防部長旗

## 軍旗

海軍旗

## 外部連結
- Norway Army & Air Force Flags Since 1905 （页面存档备份，存于）